# Аврора (авіакомпанія)
«Аврора» — російська регіональна авіакомпанія, що базується в Южно-Сахалінську, Владивостоці та Хабаровську. Повне найменування — відкрите Акціонерне товариство «Авіакомпанія «Аврора». Створена 6 листопада 2013 року на базі двох авіакомпаній «Сахалінські авіатраси» і «Владивосток Авіа». Одна з дочірніх компаній Групи «Аерофлот». Авіакомпанія пов'язує регулярними рейсами між собою міста Далекого Сходу і Сибіру, виконує місцеві перевезення в межах далекосхідних регіонів і здійснює свою діяльність за міжнародними напрямами в Китай, Корею і Японію.

## Історія
Авіакомпанія «Сахалінські авіатраси»:
Авіакомпанія «Сахалінські Авіатраси» здійснювала польоти на внутрішніх і міжнародних повітряних лініях з 1992 року. Перший міжнародний рейс був виконаний у місто Сеул.
У 1994 році було освоєно повітряне судно іноземного виробництва Boeing 737-200. Відкрився рейс до японського міста Хакодате.
У 1997 році розширена географія польотів в Східну і Західну Сибір — міста Іркутськ і Новосибірськ.
У 2002 році авіакомпанія виграла тендер на авіаційне обслуговування компанії «Ексон Нафтогаз Лімітед», оператора проекту «Сахалін-1». У 2003 році до контракту приєднався консорціум «Сахалінська Енергія».
У 2007 році авіакомпанія припинила експлуатацію літаків Bombardier DHC 8-100, перейшовши на DHC 8-200. В рамках даного контракту Авіакомпанія виконувала польоти на чартерній основі в межах Сахалінської області і материковій частині Далекого Сходу, а також в Японії.
Восени 2006 року відкриті регулярні пасажирські рейси в Харбін. У 2007 році стартували рейси в Пекін і Далянь.
У квітні 2009 року почалася експлуатація 50-ти місцевого DHC 8-300, у листопаді був освоєний Boeing 737-500.
У 2010 році було прийнято рішення про організації базування авіакомпанії «Сахалінські Авіатраси» в Хабаровську. Дана міра розширила географію польотів, літаки «САТ» почали літати в Саппоро, Магадан і Петропавловськ-Камчатський, також в цьому році компанія перейшла на систему електронного митного декларування.
У 2011 році були відновлені міжнародні рейси в Пекін (Китай).
21 серпня 2011 року побачив світ перший пілотний випуск фірмового бортового журналу.
14 травня 2012 року авіакомпанія «Сахалінські Авіатраси» стала лауреатом національної авіаційної премії «Крила Росії». У квітні 2013 року авіакомпанія знову була удостоєна цієї премії.
Авіакомпанія «Владивосток Авіа»:
У 1994 році утворено ВАТ Авіакомпанія «Владивосток Авіа».
12 серпня 1995 року у власність авіакомпанії був придбаний перший середньомагістральний пасажирський літак Ту-154М.
У 2008 році ВАТ Авіакомпанія «Владивосток Авіа» взяло на себе зобов'язання з перевезення пасажирів збанкрутілої авіакомпанії «Дальавіа».
У 2009 році «Владивосток Авіа» почала експлуатувати свій перший широкофюзеляжний літак Airbus 330-300. У жовтні того ж року вступив другий літак, а в травні 2010 - третій.
У 2012 році була проведена реорганізація парку повітряних суден авіакомпанії «Владивосток Авіа»: далекомагістральні авіалайнери Airbus 330-300 були виведені з експлуатації.
Авіакомпанія «Аврора»:

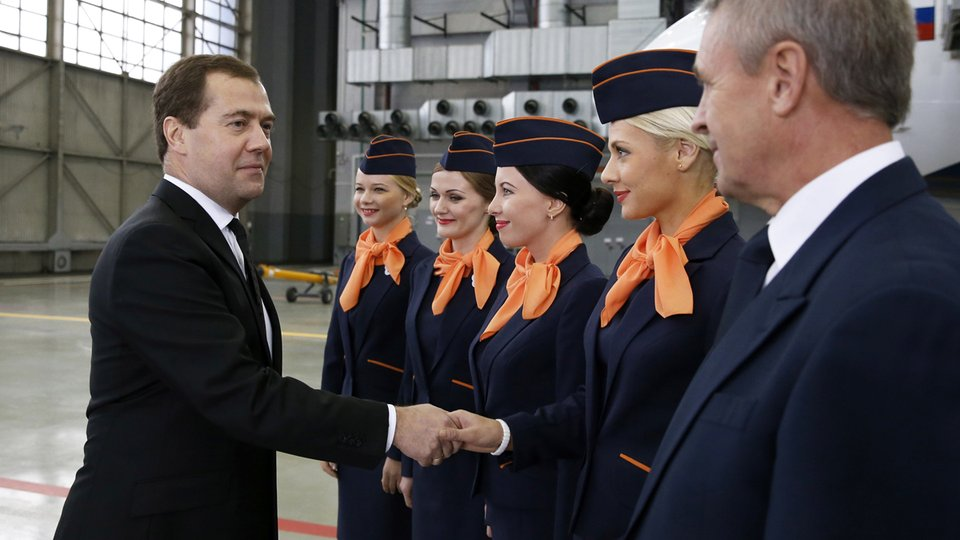
Д. Медведєв на презентації авіакомпанії «Аврора» в Москві (6 листопада 2013 р.)

6 листопада 2013 року презентована нова авіакомпанія «Аврора», створена на базі двох далекосхідних перевізників — ВАТ Авіакомпанія «Сахалінські авіатраси» і ВАТ Авіакомпанія «Владивосток Авіа».
8 листопада 2013 року вперше літак Airbus 319-100 з бортовим номером: VP-BWK авіакомпанії «Аврора» здійснив посадку в своєму базовому аеропорту — Міжнародному Аеропорту Владивостока.
14 листопада 2013 року Авіакомпанія «Аврора» успішно виконала свій перший комерційний рейс на літаку Airbus 319-100 за маршрутом Владивосток — Хабаровськ — Магадан. З 3 лютого 2014 року Авіакомпанія виконує цей рейс щодня.
21 листопада 2013 року парк повітряних суден Авіакомпанії «Аврора» поповнився другим бортом Airbus 319-100 з реєстраційним номером: VP-BUK. Літак прибув з чеського міста Острави після фарбування.
28 листопада 2013 року нова авіакомпанія завершила процес реєстрації в реєстрі операторів IOSA, отриманий сертифікат безпеки є обов'язковою умовою для членства в IATA.
9 грудня 2013 року в аеропорт «Южно-Сахалінськ» прибув взятий в оренду авіалайнер Boeing 737-500. У новому літаку - 10 місць бізнес-класу, 101 місце - в економічному. Літак повністю сертифікований для польотів в Росії і за кордоном, оснащений сучасним навігаційним обладнанням і знаходиться у відмінному технічному стані. Нове повітряне судно Авіакомпанія «Аврора» буде експлуатувати на міжнародних і міжрегіональних повітряних лініях.
19 січня 2014 року четвертий літак Airbus 319-100, зареєстрований під кодом: VP-BUO, приземлився в Южно-Сахалінську.
27 січня 2014 року авіакомпанія відкрила і почала виконувати новий рейс з Хабаровська в Сеул (Корея).
31 березня 2014 року авіакомпанія розмістила інформацію про те, що починаючи з квітня поточного року на всіх рейсах авіакомпанії діє програма "Аерофлот-Бонус" (дана накопичувальна система балів передбачена для заохочення часто літаючих пасажирів).
7 квітня 2014 року авіакомпанія «Аврора» стала лауреатом премії "Крила Росії - 2013" у номінації «Авіакомпанія року — пасажирський перевізник на внутрішніх повітряних лініях у групі III - IV (обсяг пасажирських перевезень на ВВЛ від 0,05 до 1 млрд пкм). Крім того, «Аврора» стала дипломантом у номінації «Авіакомпанія року — пасажирський перевізник на регіональних маршрутах у групі II (перевезено пасажирів на регіональних повітряних судах від 30 до 150 тис. чол.).
30 квітня 2014 року п'ятий борт Airbus 319-100, зареєстрований під кодом: VP-BWL, приземлився в Южно-Сахалінську. З 1 травня новий лайнер приступив до виконання польотів в рамках маршрутній мережі авіакомпанії «Аврора».
5 травня 2014 року авіакомпанія почала виконувати свій новий рейс в Токіо (Японія).
5 червня 2014 року авіакомпанія відкрила новий рейс з Владивостока в Гонконг (Китай).
10 червня 2014 року третій авіалайнер Boeing 737-500 надійшов у розпорядження авіакомпанії.
17 червня 2014 року відбувся перший рейс авіакомпанії за маршрутом Владивосток — Далянь (Китай).
18 червня 2014 року відбулася планова робоча зустріч генерального директора ПАТ «Аерофлот — російські авіалінії» Віталія Савельєва з губернатором Сахалінської області Олександром Хорошавіним, на якій керівник найбільшого російського авіаперевізника і глава області обговорили ряд важливих питань, що стосуються перспектив подальшого розвитку компанії, зокрема поговорили і про необхідність оновлення парку повітряних суден.
6 липня 2014 року відкрився регулярний рейс компанії з Владивостока в Харбін (Китай).
17 вересня 2014 року здійснено перший (технічний) рейс за маршрутом Южно-Сахалінськ — Ітуруп — Южно-Сахалінськ, в зв'язку з введенням в експлуатацію нового, побудованого з нуля аеропорту з однойменною назвою.
25 вересня 2014 року виповнився рівно рік з моменту створення авіакомпанії (установи ВАТ), свою комерційну діяльність компанія почала 6 листопада 2013 року. На честь свого дня народження авіакомпанією був проведений турнір з міні-футболу, а також на урочистій церемонії були відзначені кращі її працівники.

## Діяльність
Далекосхідна авіакомпанія «Аврора» співпрацює з такими зарубіжними авіакомпаніями, як: «Korean Air», «Asiana Airlines», «Japan Airlines» та низкою російських авіакомпаній: «Аерофлот — російські авіалінії», «S7 Airlines», а також іншими - на підставі код-шерінгу та інтерлайн-угод.

### 2013 рік
З моменту створення АКЦІОНЕРНОГО товариства "Авіакомпанія "Аврора" активно включилася в роботу по створенню мережі доступних перевезень на Далекому Сході Росії. Компанія успішно виконала програму польотів у сезоні зима 2013 - 2014, збільшивши обсяги перевезень на 15 % порівняно із запланованими. 2013 рік був відзначений відкриттям регулярних рейсів в Іркутськ, Новосибірськ, Красноярськ, Петропавловськ-Камчатський, Благовєщенськ, Магадан, Пусан, Гонконг.

### 2014 рік
Авіакомпанією перевезено 1 050 637 пасажирів. При цьому пасажиропотік на рейсах усередині РФ склав більше 75 %. Активно розвивалася маршрутна мережа. За 2014 рік авіакомпанія перевезла обласними рейсами майже 60 тисяч пасажирів.

## Власники і керівництво
Контрольний пакет 51 % акцій авіаперевізника належить ПАТ «Аерофлот — російські авіалінії», 49 % акцій володіє Уряд Сахалінської області. В даний час розглядається питання про придбання часток участі у розвитку компанії керівництвом Приморського краю і Амурської області.
Керівник компанії з 6 листопада 2013 року — Костянтин Сухоребрик (генеральний директор). Перший заступник генерального директора − Андрій Колесник. Директор Хабаровського філії − Сергій Тимошенко, Директор Приморського філії — Дмитро Тищук.

## Маршрутна мережа

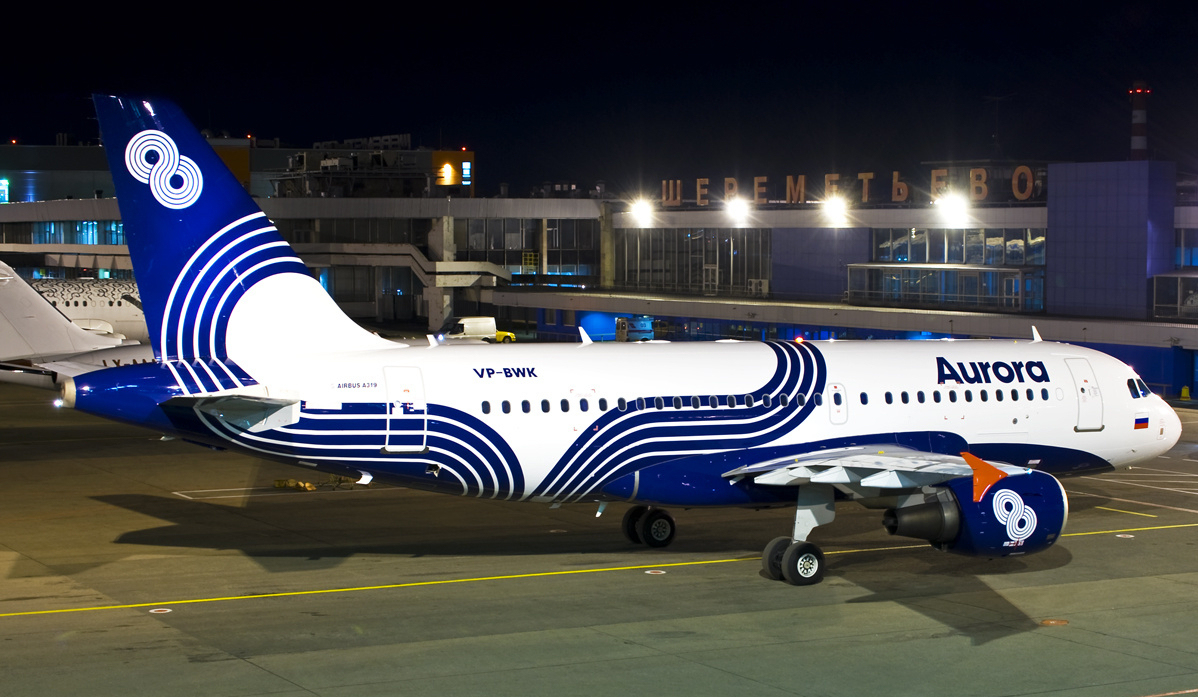
Airbus 319-100 авіакомпанії «Аврора» в аеропорту Шереметьєво (р. Москва)

### Міжрегіональні (міста Далекого Сходу і Сибіру)
- Южно-Сахалінськ — міжнародний аеропорт «Хомутове» Хаб
- Хабаровськ — міжнародний аеропорт «Хабаровськ-Новий» Хаб
- Владивосток — міжнародний аеропорт «Кневічі» Хаб
- Благовєщенськ — міжнародний аеропорт «Ігнатьєво»
- Петропавловськ-Камчатський − міжнародний аеропорт «Елизово»
- Магадан — міжнародний аеропорт «Сокіл»
- Іркутськ — міжнародний аеропорт «Іркутськ»
- Красноярськ — міжнародний аеропорт «Емельяново»
- Новосибірськ — міжнародний аеропорт «Толмачево»
- Нерюнгрі — аеропорт «Чульман»

### Регіональні (Сахалінська область, Приморський край)
- Южно-Курильськ — аеропорт «Мендєлєєве»
- Курильськ — аеропорт «Буревісник», з 17 вересня 2014 року — аеропорт «Ітуруп»
- Оха — аеропорт «Оха»
- Шахтарськ — аеропорт «Шахтарськ»
- Владивосток – Кавалерів – Пластун (селище)

- Кавалерово – Терней – Амгу (село) – Єдинка

- Кавалерово – Терней – Амгу (село) – Самарга (село)

- Кавалерово – Терней – Амгу (село) – Світла (селище) – Самарга (село)
- Владивосток - Дальнереченськ[7]

- Владивосток - Дальнєгорськ

- Владивосток - Кавалерів - Хабаровськ

### Азія
- Китай
  - Харбін — Міжнародний Аеропорт «Тайпін»
  - Гонконг - Міжнародний Аеропорт «Чхеклапкок»
  - Далянь - Міжнародний Аеропорт «Чжоушуйцзи»
  - Пекін - Міжнародний аеропорт «Шоуду»

- Корея
  - Сеул —Міжнародний Аеропорт «Інчхон»
  - Пусан — Міжнародний Аеропорт Кімхе»

- Японія
  - Саппоро — Міжнародний Аеропорт «Новий Тітосе»
  - Токіо — Міжнародний Аеропорт «Наріта»

## Флот
Парк повітряних суден авіакомпанії «Аврора» складається з 24 літаків іноземного виробництва та станом на січень 2017 року включає в себе:
| Тип ПС                      | Кількість ВС | Бортовий номер                                                        | Кількість місць | Кількість місць | Кількість місць | Кількість місць | Примітка |
| Тип ПС                      | Кількість ВС | Бортовий номер                                                        | B               | W               | Y               | Всього          | Примітка |
| --------------------------- | ------------ | --------------------------------------------------------------------- | --------------- | --------------- | --------------- | --------------- | --- |
| Airbus A319-100             | 10           | VP-BWK VP-BUK VP-BUN VP-BUO VP-BWL VQ-BBD VQ-BWV VP-BWA VP-BDM VP-BDN | 8               | —               | 120             | 128             | На внутрішньоросійському ринку використовуються на далекосхідних маршрутах і сибірському напрямку. Міжнародними рейсами охоплені центральні міста близького азіатського зарубіжжя. Всі літаки раніше експлуатувалися в материнській авіакомпанії «Аерофлот» |
| Bombardier Q200 (DHC-8-200) | 2            | RA-67257 RA-67259                                                     | —               | —               | 37              | 37              | Застосовуються виключно в рамках авіатранспортного забезпечення операторів нафтогазових проектів Сахалін-1 і Сахалін-2 |
| Bombardier Q300 (DHC-8-300) | 4            | RA-67251 RA-67253 RA-67255 RA-67261                                   | —               | —               | 50              | 50              | Експлуатуються на внутрішніх авиатрассах Сахалінської області, а також міжрегіональних маршрутах з сусідніми регіонами. |
| Bombardier Q400 (DHC-8-400) | 5            | RA-67252 RA-67254 RA-67256 RA-67260 RA-67262                          | —               | —               | 70              | 70              | Призначені для експлуатації на міжрегіональних напрямках. |
| DHC 6 Twin Otter            | 3            | RA-67283 RA-67284 RA-67285                                            | —               | —               | 19              | 19              | Виконують соціальні рейси на маршрутах Приморського краю |

Парк регіональних літаків поступово поповнюється канадськими літаками DHC 8-400 і DHC 6 Twin Otter. До 2018 року планується довести парк повітряних суден до 40 одиниць.
Навесні 2016 року з парку авіакомпанії повністю виведені літаки Boeing 737-200 (RA-73003, RA-73005) і Boeing 737-500 (RA-73002, RA-73006 і RA-73013).

## Перспективи розвитку
За рахунок поповнення та оновлення парку повітряних суден авіакомпанія планує збільшити загальну кількість виконуваних рейсів в період з кінця 2013 по 2018 рік з 172 до 534, кількість наявних напрямків – з 30 до 128. Очікуване число перевезених пасажирів має зрости до 2018 року до 2,4 мільйона чоловік. У планах авіакомпанії почати польоти в Анадир і Якутськ, а також істотно розвинути мережу міжнародних напрямків.